# Peter Cochrane
Peter John Cochrane (15 d'abril de 1950) és un escriptor independent establert a Sydney, Austràlia. Professor d'història a la Universitat de Sydney entre el 1981 i el 1995. Escriu crítica i assaigs acadèmics i periodístics. El seu últim llibre és Australians at War (2001). Durant el 2002 publica un llibre a la col·lecció de la Biblioteca Nacional d'Austràlia, anomenat Remarkable Ocurrences. Treballa pel National Centre for History Education, on treballa com a escriptor i editor del seu diari online Ozhistorybytes.